# Centro Colombo

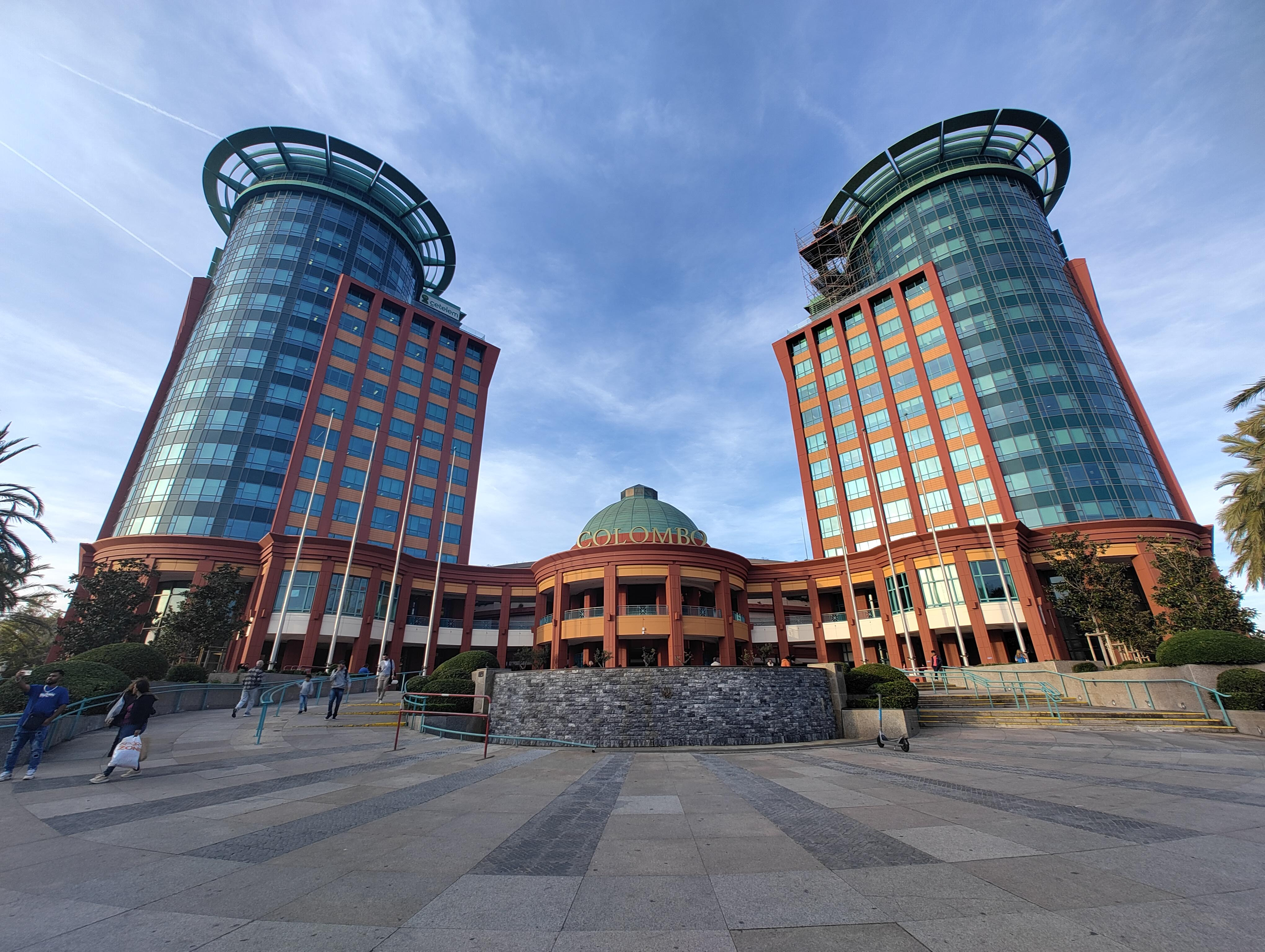

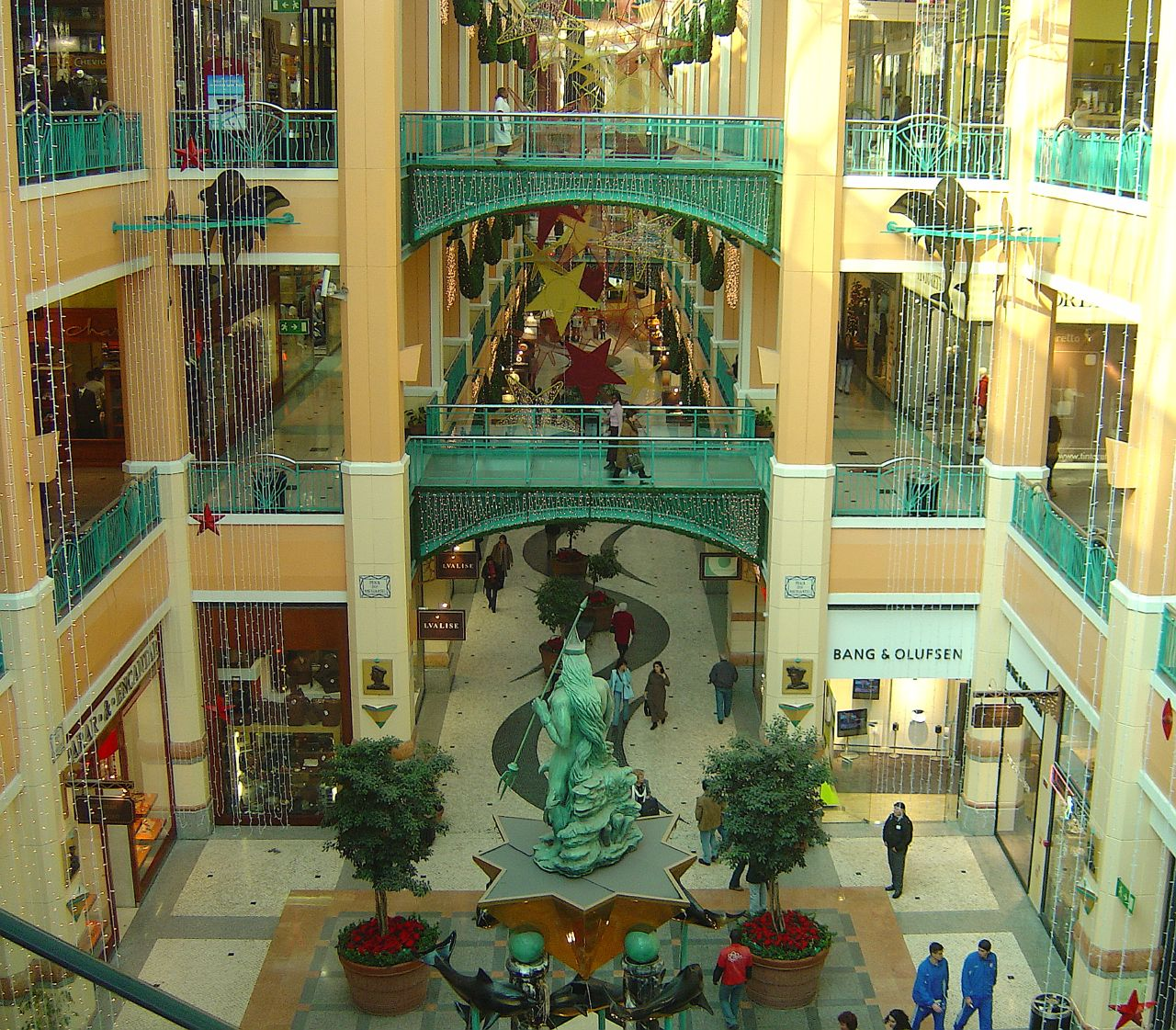
Wnętrze Centro Colombo

Centro Colombo – centrum handlowo-rozrywkowo w dzielnicy Carnide, w Lizbonie. Jest to największe centrum handlowe w Portugalii. Znajduje się u zbiegu Avenida Lusíada i Segunda circular. Przystanek autobusowy obok budynku i stacja metra Colégio Militar/Luz pozwalają na łatwy dostęp do centrum handlowego.
Oddane zostało do użytku w dniu 15 września 1997.
Architektura wnętrz, jak i oryginalna dekoracja zostały zainspirowane odkryciami geograficznymi, jednym z najważniejszych okresów w historii Portugalii. Place i alejki wewnątrz centrum mają nazwy nawiązujące do tamtych czasów, jak Aleja Odkrywców i Plac Zwrotnika Raka. W latach 2007–2009, centrum przeszło całkowitą modernizację wnętrz i łączy współczesne tematy z historycznymi.
Powierzchnia centrum wynosi 119 725 m² i znajduje się tu 340 różnych sklepów i punktów usługowych.